# Кастелно Шалос
Кастелно Шалос (фр. Castelnau-Chalosse) насеље је и општина у југозападној Француској у региону Аквитанија, у департману Ланд која припада префектури Дакс.
По подацима из 2011. године у општини је живело 573 становника, а густина насељености је износила 53,75 становника/km². Општина се простире на површини од 10,66 km². Налази се на средњој надморској висини од 102 метара (максималној 96 m, а минималној 17 m).

## Демографија
| 1962. | 1968. | 1975. | 1982. | 1990. | 1999. | 2011. |
| ----- | ----- | ----- | ----- | ----- | ----- | ----- |
| 449   | 517   | 501   | 475   | 472   | 435   | 573   |

График промене броја становника у току последњих година